# Битва за Землю
«Би́тва за Зе́млю» (англ. Captive State, досл. захваченное государство) — американский фантастический триллер Руперта Уайатта. В главных ролях: Вера Фармига и Джон Гудмен.
Премьера в США состоялась 15 марта 2019 года, в России — 27 июня.

## Сюжет
Действие фильма происходит в пригороде Чикаго спустя 9 лет со вторжения инопланетян. Внеземные сущности провозгласили себя «Законодателями» и за 10 лет избавили США от социальных проблем. Одна часть населения сотрудничает с инопланетными оккупантами, а другая часть находится в сопротивлении и организовала подпольную борьбу против владычества пришельцев. У главы полиции Чикаго Маллигана есть всего 24 часа, чтобы поймать лидера повстанческой группы под названием «Феникс», для чего он вербует сына погибшего солдата Габриэля.

## В ролях
- Джон Гудмен — Уильям Маллиган
- Эштон Сандерс — Гэбриел Драммонд
- Джонатан Мэйджорс — Рэйф Драммонд
- Machine Gun Kelly — Юргис
- Вера Фармига — Присцилла Скотт
- Алан Рак — Чарльз Риттенхаус
- Кевин Данн — шеф полиции Юджин Айгоу
- Мадлен Брюэр — Рула
- Бен Дэниелс — Дэниел
- Д. Б. Суини — Левитт
- Кевин Дж. О’Коннор — Кермоуд
- Кики Лэйн — Кэрри
- Джеймс Рэнсон — Эллисон

## Съёмки
Съёмки фильма начались в феврале 2017 года.

## Критика
Фильм получил смешанные оценки кинокритиков. На сайте Rotten Tomatoes у него 44 % положительных рецензий на основе 73 отзывов, на Metacritic — 54 балла из 100 на основе 19 отзывов.